# Teodoro Belleo
Teodoro Belleo (Ragusa, 1540 – Padova, 1600) è stato un medico italiano.
Fratello di Carlo Belleo, fu professore di medicina a Palermo, Bologna e infine a Padova. Pubblicò l'opera In Hippocratis coi Aphorismos Commentarium primum (Panhormi, apud Ioannem Mattheum Mayda, 1571). Con Giovanni Filippo Ingrassia, è considerato uno degli innovatori dell'arte medica in Sicilia, e, pur con i limiti segnalati dagli studiosi, tra i primi a sperimentare le osservazioni autoptiche (un suo De Observationibus rimase inedito).
Tra i suoi scritti rientra "Cives rectis moribus Veneto", "Comportamenti e atteggiamenti dei cittadini in Veneto" un trattato che ispirò le teorie comportamentali della sociologia e costituì una base per l'avvio degli studi di una proto-psicologia , come approfondimento sugli individui. Tali elementi sono rinvenibili negli scritti di Jung e Freud.